# يعسوبيات
اليعسوبيات أو اليعاسيب أو الرعاشات وتسمى أحيانا المسننات أو أودوناتا (الاسم العلمي: Odonata) من اليونانية (οδόντoς = odontos = أسنان). وهي رتبة من حشرات آكلة للحوم، تم وصف في هذه الرتبة ما يقرب من 5,900 نوع.
تعتبر اليعسوببات غشائية الأجنحة، لها زوجان من الأجنحة الغشائية الكثيرة التعرق وعلى الحافة الأمامية لكل جناح عقدة تقسم الجناح لجزئين قاعدي وطرفي وترفع الحشرة جناحيها إلى أعلى عند الراحة أو تفردهما جانبيا، الرأس كبير والعيون المركبة كبيرتان وأجزاء الفم قارضة، الحلقة الصدرية الأولى صغيرة ومتحركة بينما الوسيطة والخلفية كبيرتان وغير متحركتان، الارجل تستعمل في القنص على الفريسة وقلما تستخدم للمشي. تتغذي على الكائنات الصغيرة في الماء وتضع البيض في أغشية النباتات المائية أو في الماء أو في التربة بالقرب من الماء وتفقس لتخرج منه حوريات مائية نشطة تتنفس بواسطة خياشيم ثم تتحول الحوريات إلى حشرات يافعة بعد عدة انسلاخات وتستغرق مدة من بضع شهور إلى أربع سنوات.
تنقسم هذه الرتبة إلى رتيبتين هما:
- مقترنات الأجنحة (الاسم العلمي: Zygoptera) (بالإنجليزية: damselflies)‏ أو الرعّاشات: ومن صفاتها هي أن المسافة بين العيون المركبة واضحة وتكون الأجنحة عمودية إلى أعلى فوق الظهر أثناء الراحة.
- متفاوتات الأجنحة (الاسم العلمي: Anisoptera) (بالإنجليزية: dragonflies)‏: وهي كبيرة الحجم وسريعة الطيران تكون الأجنحة ممتدة على الجانبين أثناء الراحة قاعدة الجناح الخلفي أعرض منها في الجناح الأمامي المسافة بين العينين المركبتان تكاد تكون معدومة أو ضعيفة جدا، للذكر زائدة شرجية واحدة خارجية في نهاية البطن مع القرنين الشرجيين، تتنفس الحوريات بواسطة خياشيم موجودة في الجدار الداخلي للمستقيم ولا تظهر في مؤخرة البطن.